# Robert Baryła
Robert Piotr Baryła (ur. 28 maja 1974 w Kutnie) – polski samorządowiec i magister inżynier rolnictwa, w latach 2018–2024 członek zarządu województwa łódzkiego VI kadencji.

## Życiorys
W 1994 ukończył technikum rolnicze w Zespole Szkół Rolniczych w Mieczysławowie, a następnie studia z inżynierii rolniczej i zarządzania produkcją rolniczą na Akademii Rolniczo-Technicznej w Olsztynie. Odbył studia doktoranckie z zakresu inżynierii rolnictwa w Instytucie Technologiczno-Przyrodniczym w Falentach. Pracował w biurze poselskim Tadeusza Woźniaka. W latach 2014 - 2018 radny sejmiku województwa łódzkiego. Od 2016 - 2018 roku kierownik Kasy Rolniczego Ubezpieczenia Społecznego w Kutnie. Został członkiem władz powiatowych Ochotniczej Straży Pożarnej.
Zaangażował się w działalność polityczną w ramach Solidarnej Polski (w 2023 przekształconej w Suwerenną Polskę). W 2014 wybrany do sejmiku łódzkiego z listy Prawa i Sprawiedliwości, w 2018 nie uzyskał reelekcji. w dniu 22 listopada 2018 roku wybrany na stanowisko Członka Zarządu Województwa Łódzkiego, odpowiedzialnego za cyfryzację, politykę społeczną i rynek pracy. Zakończył pełnienie funkcji wraz z całym zarządem 11 czerwca 2024. W 2024 ubiegał się o stanowisko wójta gminy Kutno, przegrywając w drugiej turze. W tym samym roku został p.o. dyrektora Wydziału Rolnictwa, Leśnictwa i Ochrony Środowiska              w starostwie powiatu kutnowskiego.
Żonaty z Agnieszką.